# Gara Azuga
Gara Azuga este o stație de cale ferată care deservește Azuga, județul Prahova, România.